# 達悟族獵狸傳說
達悟族獵狸傳說，是台灣達悟族的一則狩獵傳說，描述過去族人如何跟魔鬼（anito）協調並獵捕狐狸的方法，蘊含禁止貪心、保護生態的觀念，但其實其中的「狐狸」是指「果子狸（白鼻心）」（Pangahpen），是因為之前的漢人教師到當地教課時翻譯出現誤差而造成的。

## 文化
達悟族人認為魔鬼會把白鼻心當作豬那樣飼養，並且在牠們的身上留下記號，例如耳朵上的Apzenga記號、或是尾巴斷了一截，獵人要盡可能避免獵捕那些白鼻心，或是跟魔鬼打好交道。

## 傳說
過去在漁人部落裡有一個擅長獵果子狸的獵人，他利用茄苳樹的熟果作為誘餌設下的陷阱，一個晚上最多可以獵到五、六隻，雖然他在獵捕魔鬼的家畜，但魔鬼跟他很熟了，有時候不僅不會阻止他、還會擠進他躲藏的工寮裡，而獵人也會也對他們很客氣，每次都會帶他們喜歡的骨骸和給魔鬼小孩玩的貝殼放在工寮外送給他們，獵捕到的獵物他也從不獨享，經常分享給族人，讓他在族人裡頗受敬重。
獵人有一個姪子，很喜歡吃果子狸的肉，他從叔叔那裡學到獵狸的方法後，便自己上山去打獵，並且照著獵人的指示放下供品，到了晚上，魔鬼來拿供品並且向工寮裡的「獵人」打招呼時，裡面的姪子卻因為外面那些魔鬼的發出的叫聲而不敢回應，魔鬼覺得奇怪便探頭進去，姪子嚇得跑出工寮，不知道對方身分的魔鬼便裝成死人的樣子追趕他來惡作劇，直到姪子回到家裡才滿意地離開，而姪子則嚇得躲在被子裡不敢出來，後來在獵人的指導下，他才重新虛心學習獵捕果子狸的方法，並且和魔鬼、族人之間建立好關係，成為另一個備受敬重的獵狸高手。

### 其他版本
另有版本的故事中，獵人名叫把烏了，他不尊重魔鬼，隨心所欲地獵捕著果子狸，後來魔鬼忍無可忍，趁他晚上出來打獵時變成死人追趕他，讓他再也不敢晚上出來打獵（獵狸）；也有版本是一對兄弟去小蘭嶼釣魚，並在當地抓了一隻很肥的白鼻心，但也因此受到魔鬼追殺，逃回家後魔鬼仍不死心，降下石頭雨壓毀他們的屋子，所幸一家人及時逃出來。